# Prooidier
Een prooidier is een dier dat een roofdier of vleesetende plant tot voedsel dient. Prooidieren kunnen zich beschermen tegen roofdieren door camouflage, nabootsing (mimicry) of kuddevorming.